# Bratři Ebenové
Bratři Ebenové je česká hudební skupina, kterou tvoří synové hudebního skladatele Petra Ebena, bratři Kryštof, Marek a David Ebenové. Bratrské trio doplňují Jiří Zelenka, Pavel Skála a Jaromír Honzák. Kromě klasického hudebního vzdělání ovlivnily bratry Ebenovy i vlivy moderní folkové, jazzové a rockové muziky.
V roce 1979 získala skupina interpretační cenu na festivalu Porta v Olomouci. V době vydání svého prvního LP Malé písně do tmy (1984) působili jako bratrské trio. V první polovině 90. let 20. století příliš nekoncertovali, z popudu Zdeňka Vřešťála.[ujasnit] Ve spolupráci s Karlem Plíhalem a muzikanty z kapely Etc..., kontrabasistou Jaromírem Honzákem a Ivou Bittovou, natočili album Tichá domácnost (1995). Aktivita kapely byla po vydání desky minimální a zvýšila se až po nahrání alba Já na tom dělám (2002). Jako hosté se na něm opět objevili hudebníci z Tiché domácnosti. Píseň „Sprostý chlap“ nazpíval Jiří Schmitzer a v roli promlouvajícího Senecta se ve skladbě „Senecte, pomoz“ objevil Jiří Bartoška. Hosté a Stanislav Předota a Ondřej Maňour ze souboru Schola Gregoriana Pragensis účinkovali na koncertním DVD k albu Já na tom dělám, které bylo natočeno o dva roky později pod názvem Ebeni v zahradě (2004).
Skupina připravila hudbu pro novou sérii večerníčků Mach a Šebestová, natočila hudbu pro pohádkové CD Pohádky bratří Grimmů (2006) a k seriálu České televize Poste restante. V roce 2008 vydali album nazvané podle titulní skladby Chlebíčky, za které získali žánrovou cenu Anděl v kategorii Folk & Country. V roce 2014 oslavili Bratři Ebenové 30 let od vydání prvního alba a zároveň vydali nové album Čas holin se 13 skladbami, za něž byli oceněni další žánrovou cenou Anděl v kategorii Folk & Country. Album obsahuje zhudebněnou báseň Vítězslava Nezvala „Sbohem a šáteček“ a skladbu „Routa“, kterou zpívá jako host zpěvačka Barbora Kabátková a jejíž text vznikl na motivy Williama Shakespeara. Autorem hudby i textu všech ostatních skladeb je Marek Eben. Na albu se podílel také legendární britský zvukař Phill Brown, který pracoval například pro Led Zeppelin, Davida Bowieho, Cat Stevense, Boba Marleyho, Jimiho Hendrixe, Pink Floyd nebo Dido.  Šestým řadovým albem je Co my víme, které  vyšlo v roce 2023, obsahuje 13 skladeb a skupina za něj získala nominaci na cenu Anděl v kategorii Folk. S výjimkou instrumentální skladby „Clafoutis“, kterou složil David Eben, je autorem hudby i textů Marek Eben.

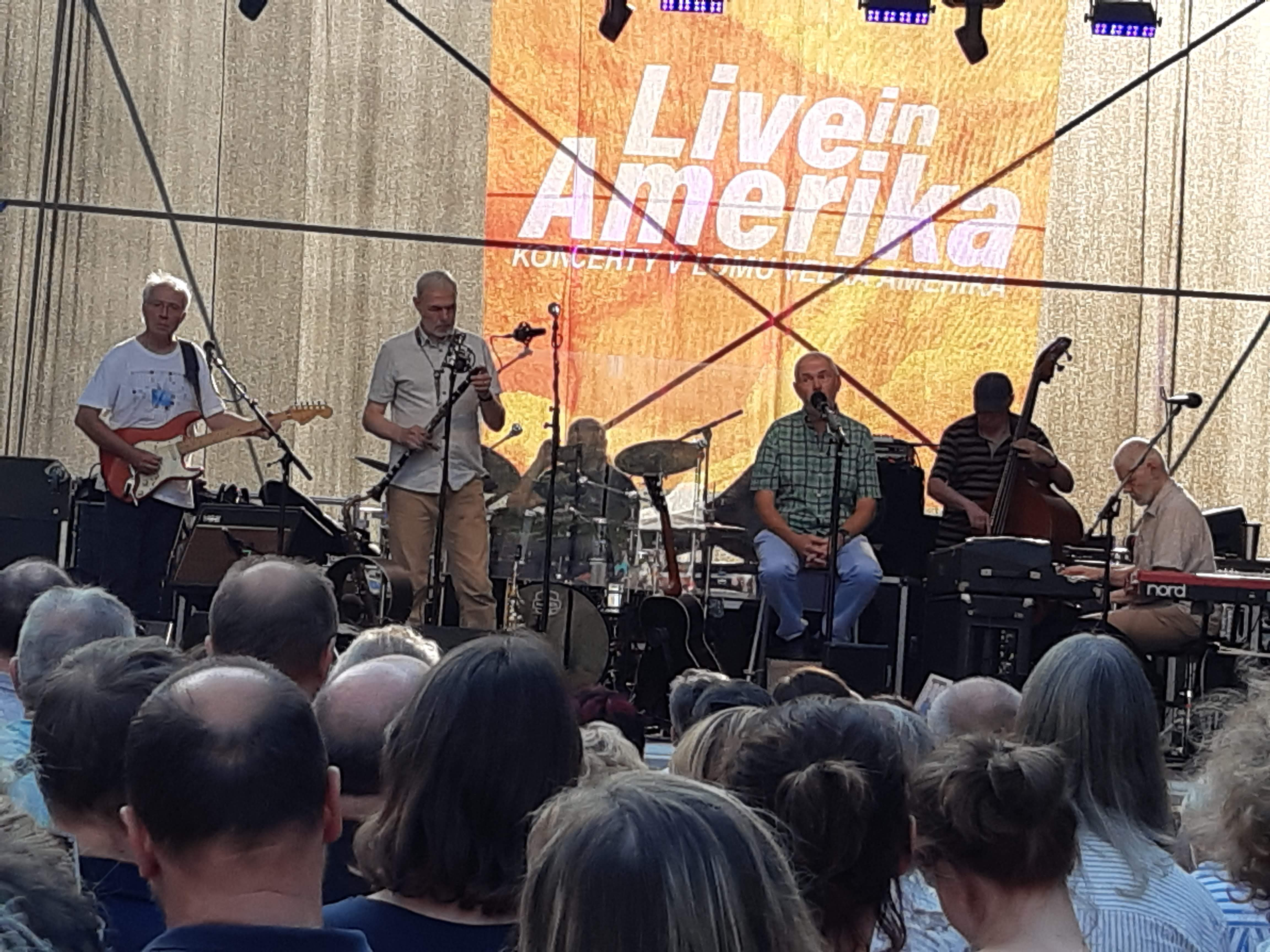
Koncert Bratří Ebenů v lomu Velká Amerika 30. srpna 2024

## Členové skupiny
- Marek Eben – zpěv, kytara, klávesy
- Kryštof Eben – zpěv, flétny, klávesy
- David Eben – zpěv, saxofon, klarinet
- Pavel Skála – akustické a elektrické kytary
- Jiří Zelenka – bicí, perkuse
- Jaromír Honzák – kontrabas

## Diskografie
- Bratři Ebenové, EP, Panton, 1982
- Tak to chodí, EP, 1984
- Malé písně do tmy, LP, 1984
- Cesty '85, Panton na Portě, LP sampler, 1985 – píseň „Sůl v očích“
- Drobné skladby mistrů, EP sampler, 1988 – píseň „V limitu“
- Adventní písně a koledy, Supraphon 1990 – s Martou Kubišovou
- Tichá domácnost, CD, BMG, 1995
- Malé písně do tmy, CD, BMG, 1996 – reedice LP doplněná skladbami z EP
- Sloni v porcelánu, CD sampler, 1999 – písně „Boby“ a „Kočka“
- Já na tom dělám, CD, BMG, 2002
- Ebeni v zahradě (Live), DVD, BMG, 2004
- Havěť všelijaká, CD sampler, 2005 – píseň „Sloni“
- Pohádky bratří Grimmů s písničkami bratří Ebenů, Supraphon Music, 2006
- 50 miniatur, CD sampler, 2007 – píseň „V limitu“
- Chlebíčky, CD, 2008
- Čas holin, CD i LP, 2014
- Co my víme, CD i LP, 2023

Marek Eben se také objevil na živém DVD skupiny Sto zvířat Jste normální?, kde zazpíval píseň „Já na tom dělám“.
Bratři Ebenové se svými spoluhráči nahráli také CD Muž, který sázel stromy (2008), text novely Jeana Giona čte Marek Eben, který také složil hudbu. Hudbu s texty písní také složil pro dramatizaci knihy Kouzelný kalendář Josteina Gaardera (3CD, 2008).

## Filmové záznamy
- Profil skupiny Bratři Ebenové (1990), televizní pořad, režie Jan Bonaventura, Česká televize.
- Ebeni v zahradě (2004), záznam koncertu v Ledeburské zahradě na Pražském hradě, režie Libor Kodad.

## Galerie

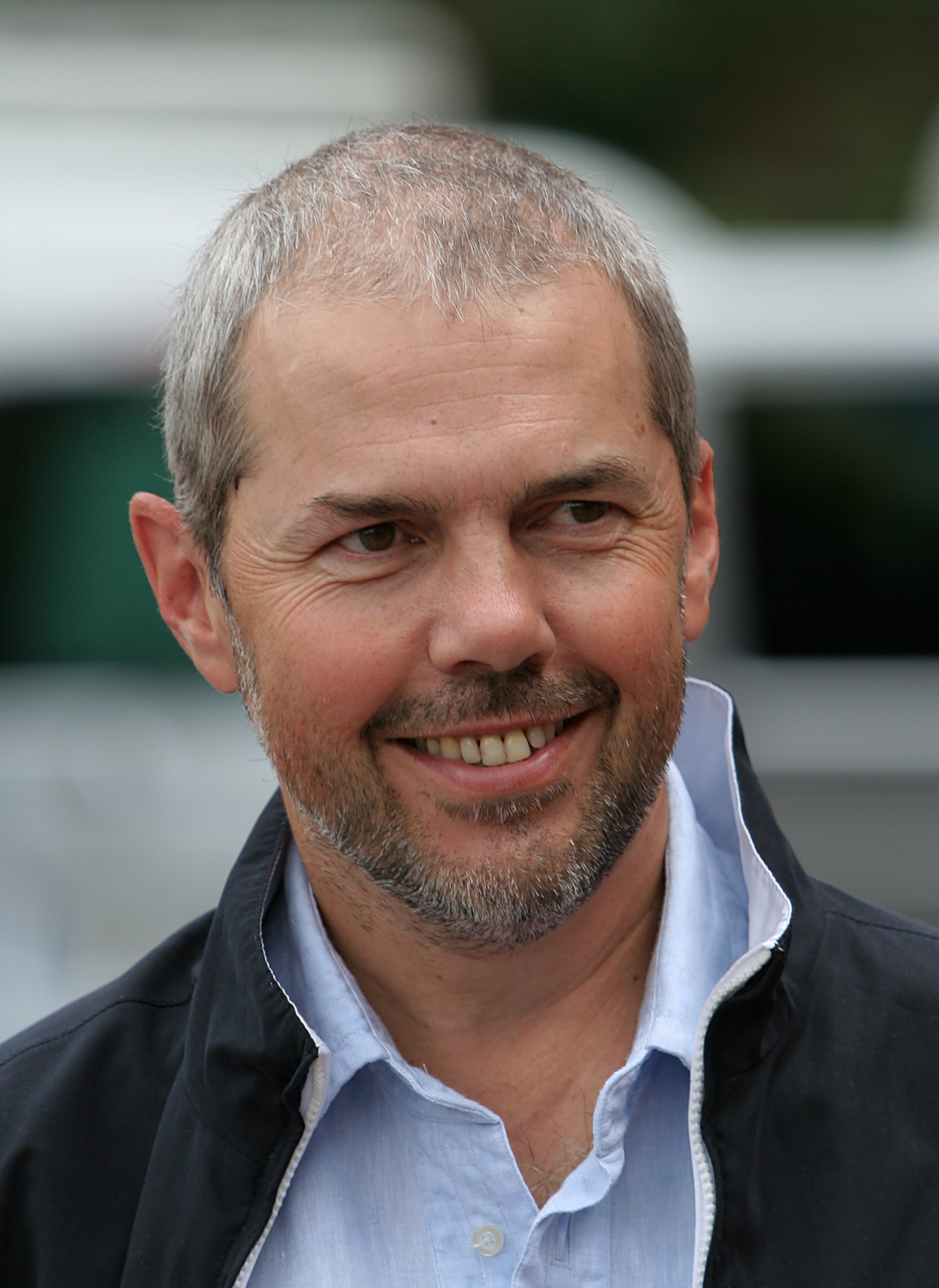
Marek Eben
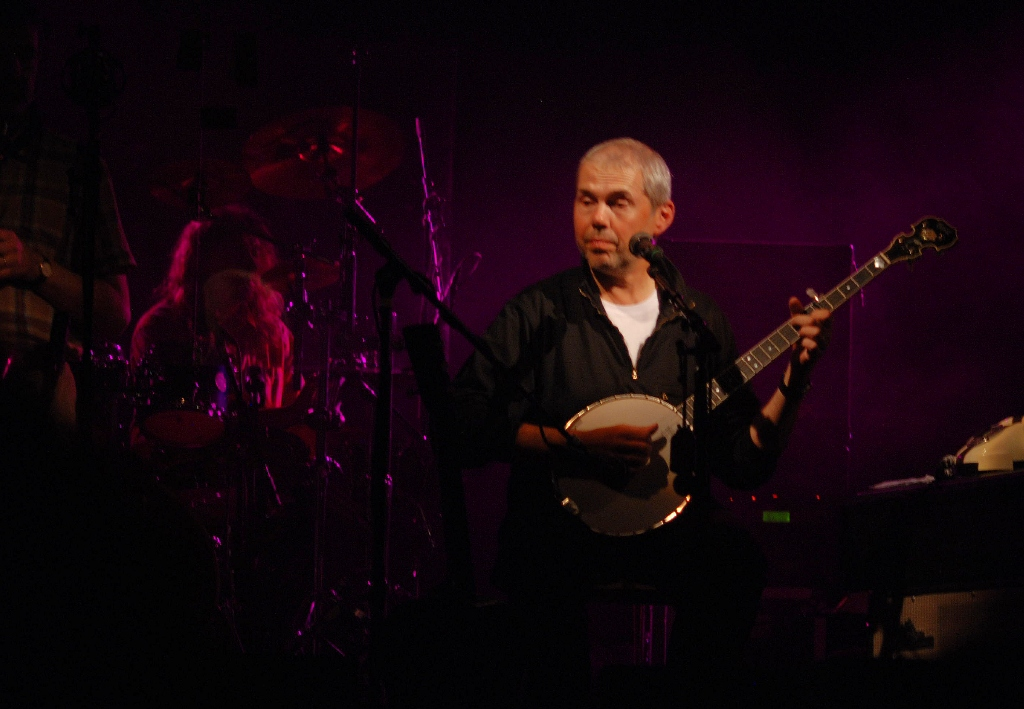
Marek Eben na koncertě v Berouně, 2009
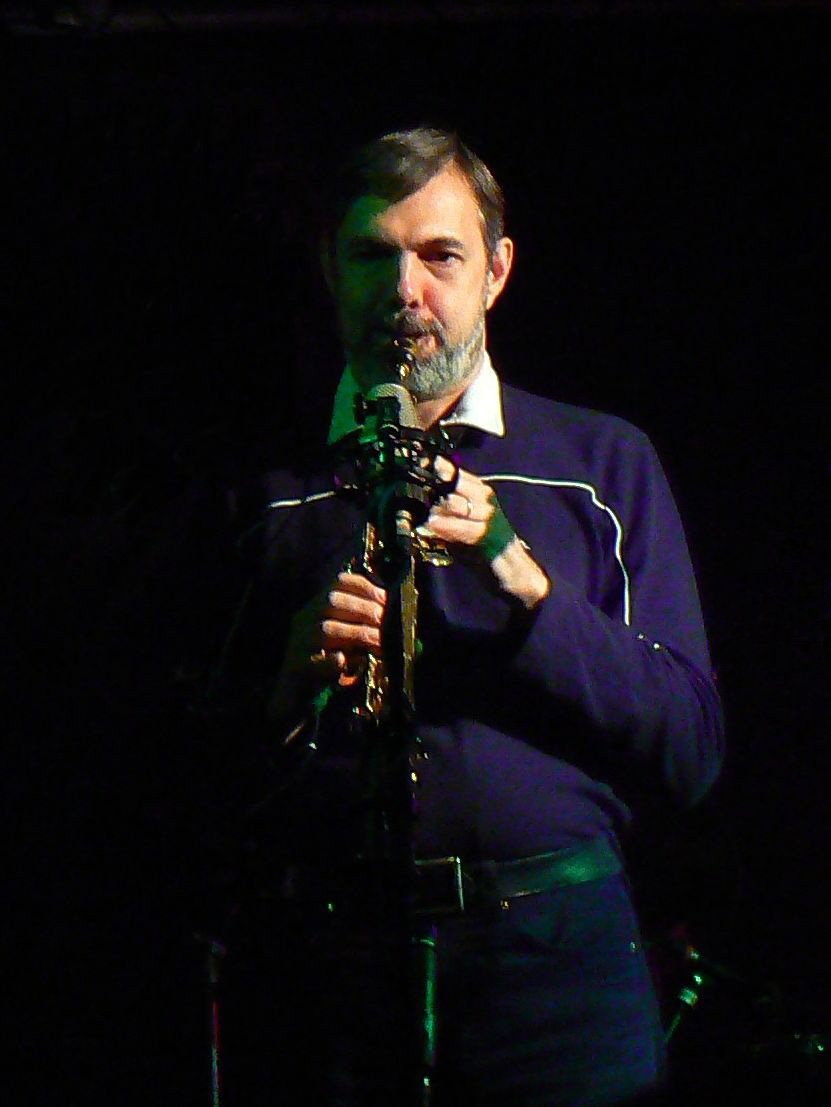
David Eben